# Laccophilus dreheri
Laccophilus dreheri är en skalbaggsart som beskrevs av Guignot 1952. Laccophilus dreheri ingår i släktet Laccophilus och familjen dykare. Inga underarter finns listade i Catalogue of Life.